# Megara (città moderna)
Megara (in greco Μέγαρα?, AFI: [ˈmeɣaɾa]) è un comune della Grecia situato nella periferia dell'Attica (unità periferica dell'Attica Occidentale) con 34 174 abitanti secondo i dati del censimento 2001.
A seguito della riforma amministrativa detta Programma Callicrate in vigore dal gennaio 2011 che ha abolito le prefetture e accorpato numerosi comuni, la superficie del comune è ora di 333 km² e la popolazione è passata da 28 195 a 34 174 abitanti.
Fu la città natale di Euclide e del poeta elegiaco Teognide.

## Storia
Città dorica, fu una delle protagoniste della colonizzazione greca d'età arcaica, fondando varie colonie in Sicilia, tra cui Megara Hyblaea, Leontini e Thapsos. In Asia Minore fondò altre colonie, come Bisanzio, Eraclea Pontica e Calcedonia.
Fu patria di una delle più antiche tirannidi arcaiche.